# سليم تلحوق
سليم ملحم تلحوق (1871 - 1 نوفمبر 1953) طبيب وسياسي لبناني. من بلدة عيتات، درس الطب في جامعة القديس يوسف في بيروت ثم انتقل إلی الجامعة الأميركية سنة 1896 حيث درس اللغة الإنجليزية، وعلوم الطب علی مدى ثلاث سنوات، ثم سافر إلى الولايات المتحدة لينهى دراسة الطب فيها سنة 1897. عاد إلى لبنان ومنه انتقل إلى مصر وخدم في الجيش المصري في بلاد السودان فأمضى فيها سنة واحدة. ثم غادر إلى باريس وتخصص في الجراحة العامة، انتقل بعدها إلى لندن وتخصص في أمراض العيون وجراحتها. تنقل في سنوات 1901-1918 بين نابلس في فلسطين حيث مارس الطب لمدة أربع سنوات، وباريس ليتخصص في جراحة التجميل، والفيوم في مصر ليمارس فيها الطب الداخلي وأمراض العيون وجراحتها. عين وزيرا للصحة والإسعاف العام في أول وزارة لبنانية شكلت بتاريخ 31 أيار 1926، ثم في 1927 في حكومة بشارة الخوري. عين نائباً عن محافظة جبل لبنان 1929، ثم اعتزل السياسة والطب وأخذ يتهم بالشؤون الزراعية.

## سيرته
ولد سليم بن ملحم بن ضاهر بن حمد بن حسين تلحوق سنة 1871 في عيتات وتلقى علومه الابتدائية على يد أحد المشايخ من آل مكارم، ثم دخل سنة 1879 جامعة القديس يوسف في بيروت فأتم دراسته الثانوية ثم انتقل سنة 1891 إلى الجامعة الأميركية فتعلم فيها اللغة الإنجليزية ودخل كلية الطب حيث لبث ثلاث سنوات غادر بعدها إلى الولايات المتحدة الأميركية وأتم دراسة الطب فيها سنة 1897، فعاد إلى لبنان، لكنه ما لبث أن ذهب إلى مصر والتحق بالجيش المصري فأرسله إلى السودان حيث خدم سنة واحدة في أوضاع معيشية صعبة فسافر إلى باريس وتخصص في الجراحة العامّة، ثم غادرها إلى لندن وتخصص في أمراض العيون وجراحتها.

وفي سنة 1901 ذهب إلى نابلس حيث مارس الطب نحو أربع سنوات في دحد مستشفياتها ورجع مرّة أخرى إلى باريس سنة 1905 وتخصص في جراحة التجميل. وفي سنة 1907 ذهب إلى الفيوم ومارس فيها الطب الداخلي وأمراض العيون وجراحتها، فاستنبط نوعاً من القطرة سجل باسمه وما زال معروفاً حتى الآن بقطرة النيل.

وبعد الحرب العالمية الأولى عاد إلى لبنان سنة 1920 وسكن رأس بيروت، فمارس الطب في بيروت وأحياناً في عاليه وفي السويداء في جبل الدروز مدة قصيرة.

وعندما أعلن استقلال لبنان عين وزيراً للصحة في أو وزارة لبنانية بتاريخ 31 أيار 1926 وزارة أوغست أديب باشا فلبث فيها مدة سنتين.
ثم عين مرة ثانية وزيراً للصحة في وزارة بشارة الخوري سنة 1927 وبقي في الحكم سنتين. وفي سنة 1929 عين نائباً عن منطقة عاليه. ولما تقدمت به السن اعتزل السياسة والطب وأخذ يهتم بالشؤون الزراعية فكان أول من عني بزراعة التفاح في لبنان.

توفي في 1 تشرين الثاني 1953 في عاليه ودفن هناك في مأتم حافل.

## حياته الشخصية
تأهل من ميليا تلحوق ولهما محمود وعبد المنعم.